# Luci van Org
Luci van Org, de son vrai nom Ina Lucia Hildebrand (née le 1er septembre 1971 à Berlin-Tempelhof) est une chanteuse allemande.

## Biographie
Au début des années 1990, van Org a pour nom de scène Eena. Sa chanson Gates of Eden fait partie de la bande originale du film Go Trabi Go.
En 1994, van Org et le producteur Ralf Goldkind fondent Lucilectric. La chanson Mädchen est numéro deux des ventes en Allemagne. Après Lucilectric, elle travaille avec son groupe Das Haus von Luci. En 2007, elle fonde le groupe Üebermutter.
En 2010, elle fonde le duo électro pop indé Meystersinger avec l'acteur et musicien Roman Shamov (Rummelsnuff, Weird Fishes). Indépendamment d'une maison de disques, mais en partie grâce au financement participatif, van Org sort les albums Trost en 2012 et Haifischweide en 2014.
En tant qu'auteure-compositrice, van Org écrit des textes et des chansons pour Nena, Nina Hagen et les groupes Eisblume, Terrorgruppe et Panda notamment. Elle travaille comme productrice de musique pour le groupe Panda et Katharina Saalfrank. En 2016, van Org enregistre une reprise de la chanson Mädchen pour Panda Metal Party, le premier album du groupe Sataninchen sorti en 2017.
Pour le projet musical KiNG MAMI, van Org s'associe à l'acteur et chanteur Daniel Zillmann. Il est la première partie de concerts de Laing lors de sa tournée en 2018 et 2019.
En plus de la musique, van Org travaille comme actrice et présentatrice et a une brève renommée en tant que mannequin fétiche en 2000 grâce à une photo diffusée dans le magazine Marquis. De 1994 à 2004, elle est la présentatrice des émissions Luci in the Sky, Blue Moon mit Luci et Soundgarden sur la station de radio Fritz. Depuis 2000, elle écrit des chroniques pour le Berliner Morgenpost notamment. Elle est actrice dans des films au cinéma et à la télévision et des séries télévisées. Van Org travaille également comme scénariste. En 2007, elle fait ses débuts et participe au tout premier épisode de la série Notruf Hafenkante. Avec l'acteur Andreas Schmidt, van Org écrit la pièce Die 7 Todsünden oder die Hochzeit der Wetterfee, créée le 26 novembre 2006 au Theater am Kurfürstendamm à Berlin.
En 2002, van Org publié sa première nouvelle dans l'anthologie Taxigeschichten chez dtv-Verlag puis un recueil en 2006, Der Tod wohnt nebenan chez Parthas Verlag. Son premier roman, Frau Hölle, est publié en 2013, puis Schneewittchen und die Kunst des Tötens en 2015, Die Geschichten von Yggdrasil en 2017, Vagina dentata en 2019.
Luci van Org est mariée au réalisateur Axel Hildebrand avec qui elle a un fils né en 2004.

## Discographie

### Eena
- 18 so What (single)
- Welcome to the Sun (single)
- Gates of Eden (single und Soundtrackbeitrag zu Go Trabi Go)

### Lucilectric
- 1994 : Mädchen (album)
- 1996 : Süß und Gemein (album)
- 1997 : Tiefer (album)

### Luci van Org
- 1999 : Waterfalls (single)
- 2000 : No Endless Summer (single; Plewka feat. Luci van Org)
- 2010 : Notaufnahmen

### Das Haus von Luci
- 2003 : Der verbotene Raum (album)
- 2006 : Der Tod wohnt nebenan (album avec le livre)

### Üebermutter
- 2007 : Heim und Herd (single)
- 2008 : Unheil (album)
- 2008 : Wein mir ein Meer (single)

### Meystersinger
- 2012 : Trost (album)
- 2014 : Haifischweide (album)
- 2017 : Frieden (album)

## Filmographie

### Cinéma
- 2000 : Schrott – Die Atzenposse
- 2002 : Les Enfants de la colère (de)
- 2011 : Lollipop Monster
- 2019 : Electric Girl

### Télévision
- 1996 : Liane
- 1999 : Latin Lover
- 2000 : Gesteinigt – Der Tod der Luxuslady
- 2001 : Mission séduction
- 2004 : Schloss Einstein (série, trois épisodes)
- 2007-2010 : In aller Freundschaft (série, quatre épisodes)
- Depuis 2017 : WaPo Bodensee (série, dix épisodes)

### Source de la traduction
- (de) Cet article est partiellement ou en totalité issu de l’article de Wikipédia en allemand intitulé « Luci van Org » (voir la liste des auteurs).